# Lewisville (Texas)
Pour les articles homonymes, voir Lewisville.
Lewisville (en anglais [ˈljuː.ɪs.vɪl]) est une ville du comté de Denton, dans l’État du Texas, aux États-Unis.

## Préhistoire

### Fouilles archéologiques
En 1958, furent mis au jour près de Lewisville, au Texas, des outils en pierre, des foyers associés à des charbons de bois et des os brûlés d'animaux d'un grand nombre d'espèces, dont certaines aujourd'hui disparues (principalement des mammouths, mais également des glyptodons, pécaris, camélidés, équidés, cerfs communs, antilopes, bisons, ours, loups, coyotes, chiens de prairie, tortues, poissons, ratons laveurs, lézards, écureuils, lapins et moufettes). Des graines de baies écrasées ont également été trouvées.
Deux fours en argile furent dégagés. De 57 sur 67 cm pour le plus petit de forme ovale, et 90 sur 103 cm pour le plus grand de forme elliptique, tous deux ayant 45 cm de profondeur.
Sept objets façonnés ont été trouvés, parmi ceux-ci, un découpeur, une pierre pour frapper, trois éclats en bon état de conservation, un éclat de couteau cassé et une pointe de lance de type Clovis ayant appartenu à un peuple de chasseurs nomades. Cette pointe de lance devint le centre d'une polémique au regard de la datation effectuée au radio carbone 14. En effet, la datation effectuée en 1957 donna un âge de 38 000 ans.
La société d'archéologie du comté de Dallas a enregistré le site sous l'immatriculation 41DN72. Les premières fouilles ont lieu de 1951 à 1957 (plus intensivement la dernière année).
Les fouilles mettent en évidence 30 espèces animales éteintes ou modernes fossilisées dans les terres du site. Des graines de micocoulier sont également découvertes. En 1951, Theodore E. White du Service des Parcs Nationaux et Glen L. Evans du Texas Memorial Museum observent un site recouvert d'argile cuit. 21 zones d'argile cuit sont identifiées, qui sont alors assimilées à des foyers pour le feu. Ils concluent à un phénomène naturel. Les foyers font entre 57 et 103 centimètres de diamètre, pour 45 centimètres de profondeur. Une pointe de lance de type Clovis est découverte dans l'un de ces foyers. Avant la découverte de la pointe de lance de Clovis ne soit réalisée, les observateurs archéologiques s'accordaient sur toutes les conclusions apportées par Herbert Alexander. Puis la datation de cette lance provoque une levée de boucliers chez les archéologues qui commencent à repousser en bloc les conclusions qu'ils avaient acceptées avant la datation de la lance.
En avril 1957, alors que la polémique autour de la pointe de lance type Clovis commence à enfler, le site est inondé par le débordement du lac Lewisville.

### Datation et polémique
La conclusion du rapport d'expertise de 1957 de la pointe de lance de type Clovis, trouvée dans une couche de 38 000 années dérangeait la communauté des historiens. En effet, les théories émises jusque-là dataient les premières pointes de Clovis à 12 000 ans. Quelques critiques ont répondu que la « trouvaille » de Lewisville avait été plantée en tant que canular. D'autres ont indiqué que les datations au radiocarbone étaient erronées.
En 1963, après six ans de polémiques sans fin, de nouvelles expertises sont effectuées. Les archéologues texans Crook et Harris obtiennent de plusieurs laboratoires la confirmation, au radiocarbone 14, de la datation de 37 000 ans.
À la suite des sécheresses de 1978 et 1980, le site redevient aride et explorable et de nouvelles investigations reprennent. Les fouilles sont conduites par Dennis Stanford de la Smithsonian Institution et deux ingénieurs de l'armée des États-Unis, Robert Burton et Larry Banks. De nouvelles interprétations plus fines principalement en raison des progrès des techniques d'analyse sont possibles. Les nouvelles datations sont conformes à celles de 1957 et 1963. Néanmoins, le site peut être considéré comme un site pré-Clovis et Clovis avec occupation humaine possible jusque vers 12 000 ans. Aucune datation absolue n'a pu être avancée depuis cette date, les anciens occupants ayant probablement du lignite en plus du bois pour alimenter leurs feux, ce qui fausse les études au carbone 14.
Il pourrait s'agir de l'un des sites les plus anciens des États-Unis. Tous les artéfacts collectés sur le site sont conservés par la Smithsonian Institution.
Néanmoins, la présence de graines de micocoulier correspond à un cycle de chasse et une occupation humaine du site remontant à l'ère Clovis (il y a environ 12 800 à 13 000 ans.

## Histoire

### Barrage
En 1955, le Corps du génie de l'armée des États-Unis achève la construction du barrage de Lewisville, qui retient 2,5 milliards de tonnes d'eau. Le barrage présente cependant des défaillances : l'eau semble glisser sous les fondations et s'échapper de l'autre côté du barrage, une observation corroborée par des ingénieurs du Corps de l'armée en 2008. Ils évaluent un risque très élevé que le barrage cède des suites des imperfections de construction constatées.
En 1995, un glissement de terrain aux abords du réservoir de Lewisville alerte les autorités sur la solidité du barrage et la sécurité des populations vivant dans les vallées alentour (431 000 habitants à proximité). Les années qui suivent, les ingénieurs du Corps de l'armée s'appliquent, de leur propre aveu, à patcher les imperfections du barrage.
En mai 2015, la faille du barrage de Lewisville s'élargit au point de rendre imminente la rupture du barrage. Des tonnes de sacs de sable sont déposées autour de la faille pour bloquer la circulation hydraulique qui érode de plus en plus la faille. Puis le mois suivant, un glissement de terrain sur les bords du réservoir provoque l'écroulement d'une section de route en bitume.

### Incidents
En mars 2012, le comédien américain Leo Anthony Gallagher Jr est victime d'une crise cardiaque alors qu'il s'apprête à monter sur scène dans l'un des clubs de la ville. Il est hospitalisé et s'en sort vivant.
En octobre 2018, un mois après avoir ouvert le concert de Beyoncé and Jay-Z à Dallas, le rapper américain Yella Beezy (Deandre Conway) est atteint de 3 coups de feu alors qu'il conduit sur l'autoroute à hauteur du péage de Lewisville. Il s'en sort vivant mais gravement blessé.